# Godewaersvelde
Godewaersvelde (westflämisch Godsvelde, niederländisch auch Godewaarsvelde, Aussprache [ɡɔdvaʁsvɛld]) ist eine französische Gemeinde mit 2037 Einwohnern (Stand: 1. Januar 2022) im Département Nord in der Region Hauts-de-France (bis 2015 Nord-Pas-de-Calais). Sie gehört zum Arrondissement Dunkerque und zum Gemeindeverband Cœur de Flandre Agglo. Die Bewohner werden Godewaersveldois und Godewaersveldoises genannt. In Godewaersvelde wird noch Westflämisch gesprochen.

## Geografie

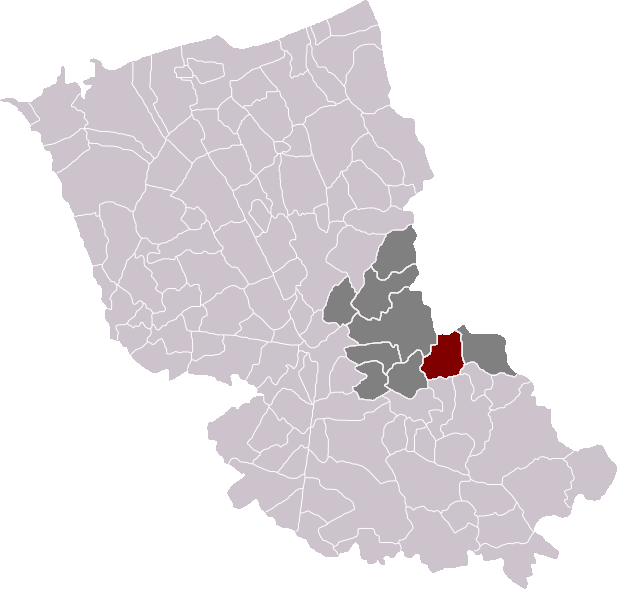
Lage von Godewaersvelde im Arrondissement Dunkerque

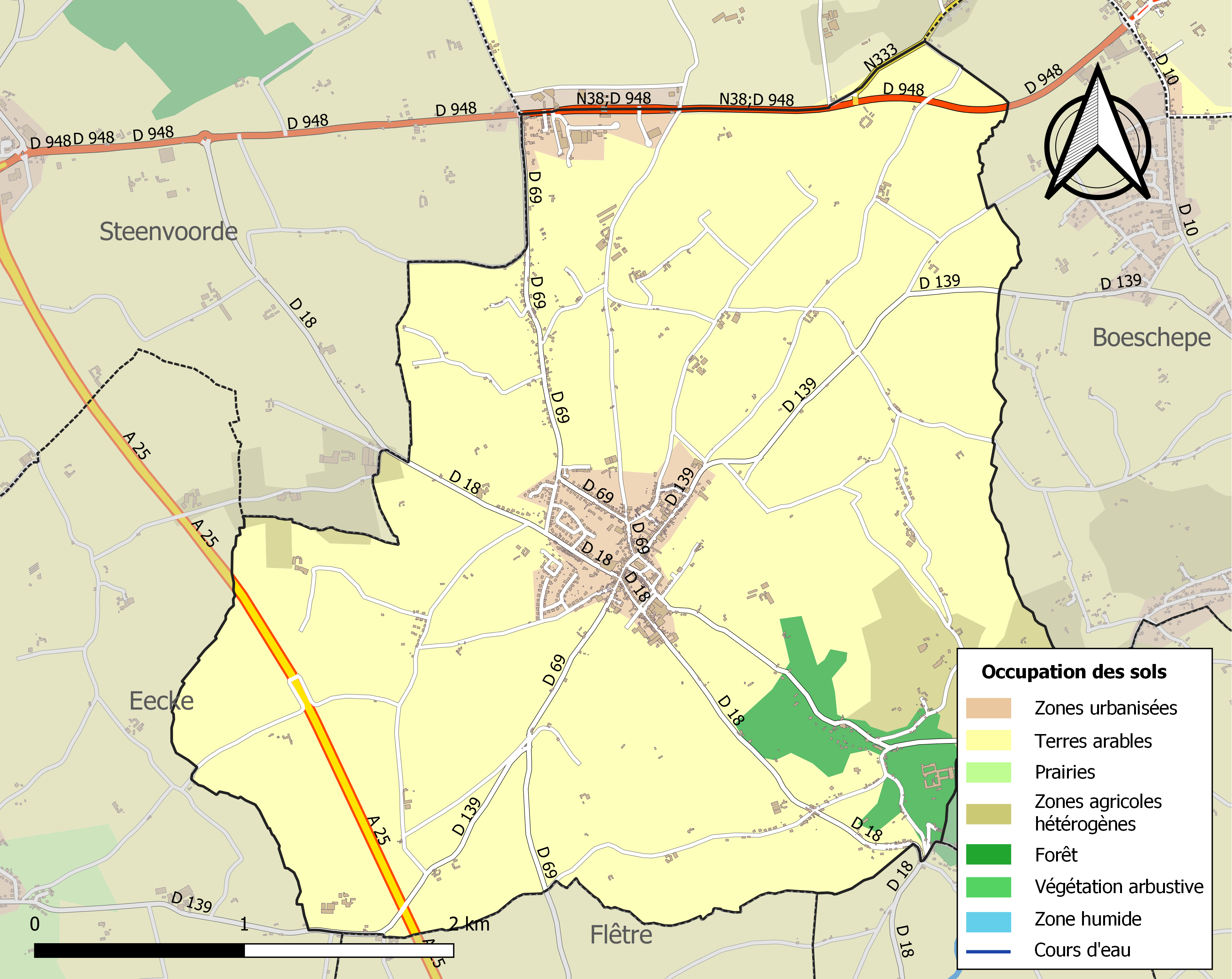
Bodennutzung und Infrastruktur der Gemeinde (2018)

Die Gemeinde Godewaersvelde liegt in Französisch-Flandern, etwa 33 Kilometer südsüdöstlich von Dünkirchen an der Grenze zu Belgien. Die Gemeinde befindet sich in der Région naturelle Houtland in der Hügelkette der Monts de Flandre. Neben dem geschlossenen Siedlungsbild des Kernortes liegen im Gemeindegebiet von Godewaersvelde die Ortsteile Keyselaere und Meulewalle, die Abtei auf dem Katsberg sowie zahlreiche verstreute Einzelhöfe.
Das Zentrum liegt auf einer Höhe von etwa 45 m. Der Nord- und der Westteil der Gemeinde ist überwiegend flach, im Südosten erhebt sich der 164 m hohe Mont des Cats (Katsberg), dessen Spitze sich die Gemeinden Godewaersvelde, Berthen und Méteren teilen. Die Erhebung stellt einen von mehreren nahegelegenen Zeugenbergen dar, die als Höhenrücken das Becken der Yser (IJzer) im Norden vom Becken der Leie (Lys) im Süden trennt. Das Gebiet der Gemeinde wird von einigen Bächen, wie dem am Fuß des Katsbergs entspringenden Vleeterbeek, durchflossen, die in Richtung Norden zur Yser entwässern. Weithin sichtbares Wahrzeichen des Katsbergs ist ein 200 Meter hoher Sendemast.
Ein Teil des Gebiets von Godewaersvelde gehört zur ZNIEFF-Naturzone „Mont des Cats, monts de Boeschèpe et Mont Kokereel“ (310013758). Etwa 91 % der Fläche der Gemeinde werden landwirtschaftlich genutzt, etwa 4 % sind bewaldet Richtung Katsberg, der Anteil bebauter Fläche beträgt etwa 4 % (Stand: 2018).
Nachbargemeinden von Godewaersvelde sind Poperinge (Belgien) im Norden, Boeschepe im Osten, Berthen und Méteren im Südosten, Flêtre im Süden, Eecke im Westen sowie Steenvoorde im Nordwesten.

## Etymologie
Die Bedeutung des Namens Godewaersvelde ist ungewiss. Im Mittelalter sind die Erwähnungen „Godeverdsvilla“ (1182) und Godeversvelda (1185) zu finden. Auf Flämisch bedeutet das Wort „veld“ „Feld“. Es könnte also Eigentum eines bestimmten Godewaer gewesen sein. Ein anderer Ursprung könnte sich auf ein Feld mit Johanniskraut („Godewaer“ auf Altflämisch) beziehen. Diese Pflanze mit starker Symbolik wurde in der traditionellen Medizin verwendet. Vor Ort wird die verkürzte Form „Godsvelde“ verwendet. Englische Soldaten glaubten während des Ersten Weltkriegs, es sei „Gottes Feld“.

## Bevölkerungsentwicklung
| Jahr                       | 1962 | 1968 | 1975 | 1982 | 1990 | 1999 | 2006 | 2013 | 2021 |
| Einwohner                  | 1794 | 1798 | 1665 | 1713 | 1738 | 1935 | 1893 | 2023 | 2063 |
| Quellen: Cassini und INSEE |      |      |      |      |      |      |      |      |      |

Im Jahr 1856 wurde mit 1595 Bewohnern die bisher geringste Einwohnerzahl ermittelt. Die Zahlen basieren auf den Daten von cassini.ehess.fr und insee.fr.

## Kultur und Sehenswürdigkeiten

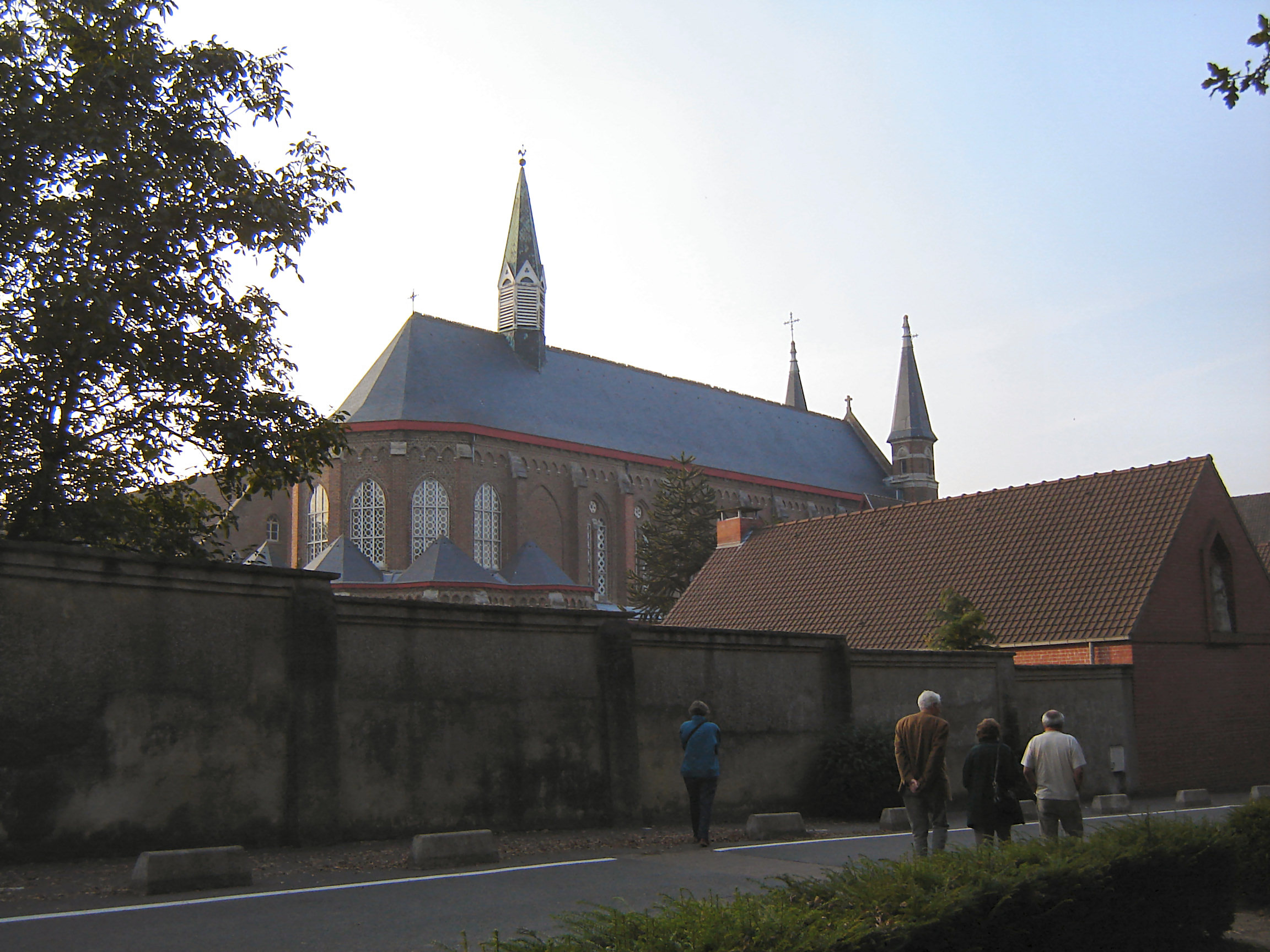
Abteikirche Saint-Bernard am Mont des Cats

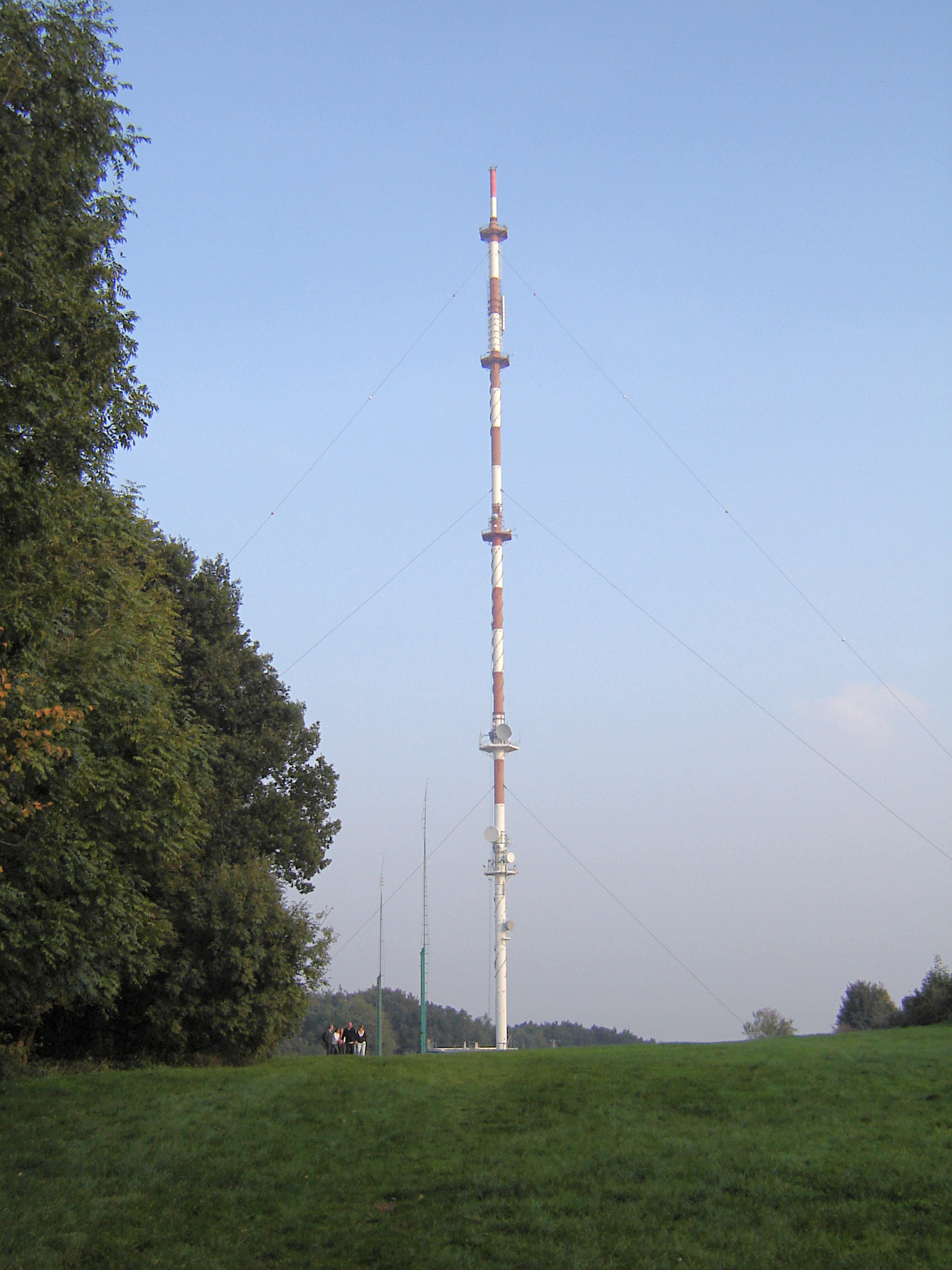
Sendemast auf dem Mont des Cats

### Bauwerke
- Kirche Saint-Pierre aus dem 19. Jahrhundert
- Abbaye du Mont des Cats, eine Trappisten-Abtei, deren Klosterkirche 1898 geweiht wurde
- Reste einer Erdhügelburg im Weiler Haegvedoorne, seit 1979 als Monument historique eingeschrieben

### Museum
An der ehemaligen Zollstation am Grenzübergang von Godewaersvelde nach Belgien wurde ein Grenzmuseum (Musée de la vie frontalière de Godewaersvelde) eingerichtet. Es zeigt Exponate aus der täglichen Arbeit der Zöllner und beleuchtet die Geschichte des Grenzhandels und des Schmuggels.

### Folklore und Karneval
Die Géants de Godewaersvelde (deutsch: Giganten von Godewaersvelde) gehören zur in der Region Pas-de-Calais in Nordfrankreich und im benachbarten Belgien auf Festen verbreiteten traditionellen Riesenfiguren (Géants du Nord). Seit 2005 werden die Aufführungen von der UNESCO unter dem Titel Prozessionen der Riesen und Drachen aus Belgien und Frankreich als Meisterwerke des mündlichen und immateriellen Erbes der Menschheit geführt.

Géant-Figuren
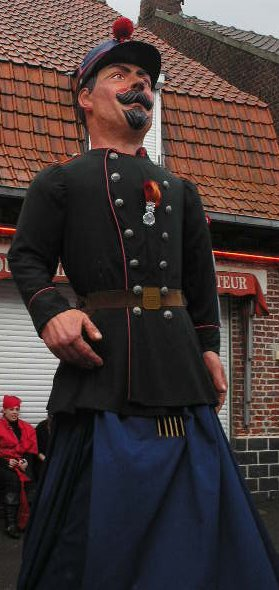
„Henri le Douanier“ (Henri der Zöllner)
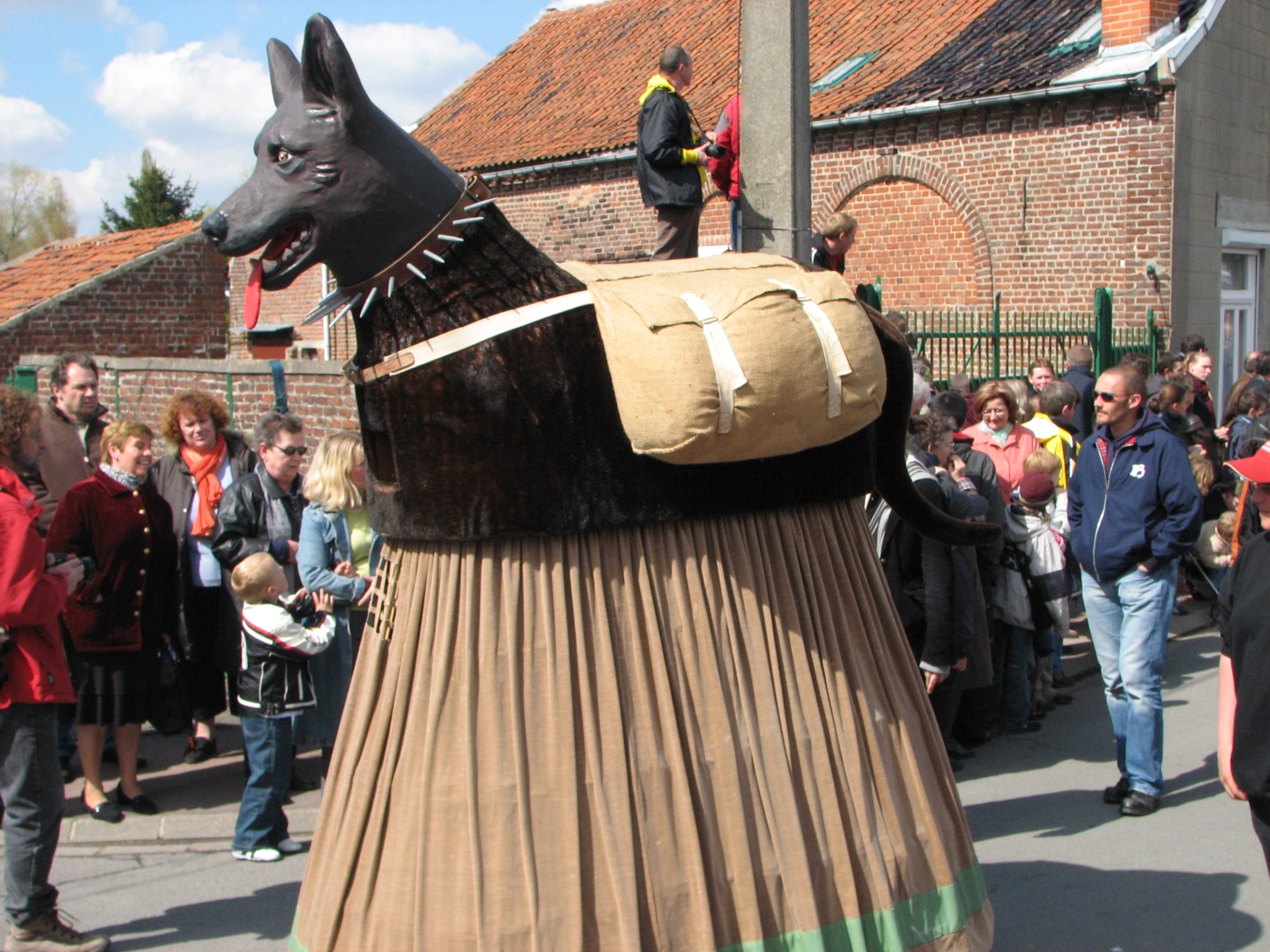
„Dick le Chien“ (Dick der Hund)

### Kulinarische Spezialität
Mönche der Abtei auf dem Mont des Cats (Katsberg) waren 1890 die ersten Produzenten des noch heute Mont des Cats genannten Käses, dessen ausgereifter Laib zwei Kilogramm wiegt.

## Wirtschaft und Infrastruktur
In der Gemeinde sind 35 Landwirtschaftsbetriebe ansässig (Anbau von Getreide, Obst und Gemüse, Rinderzucht).

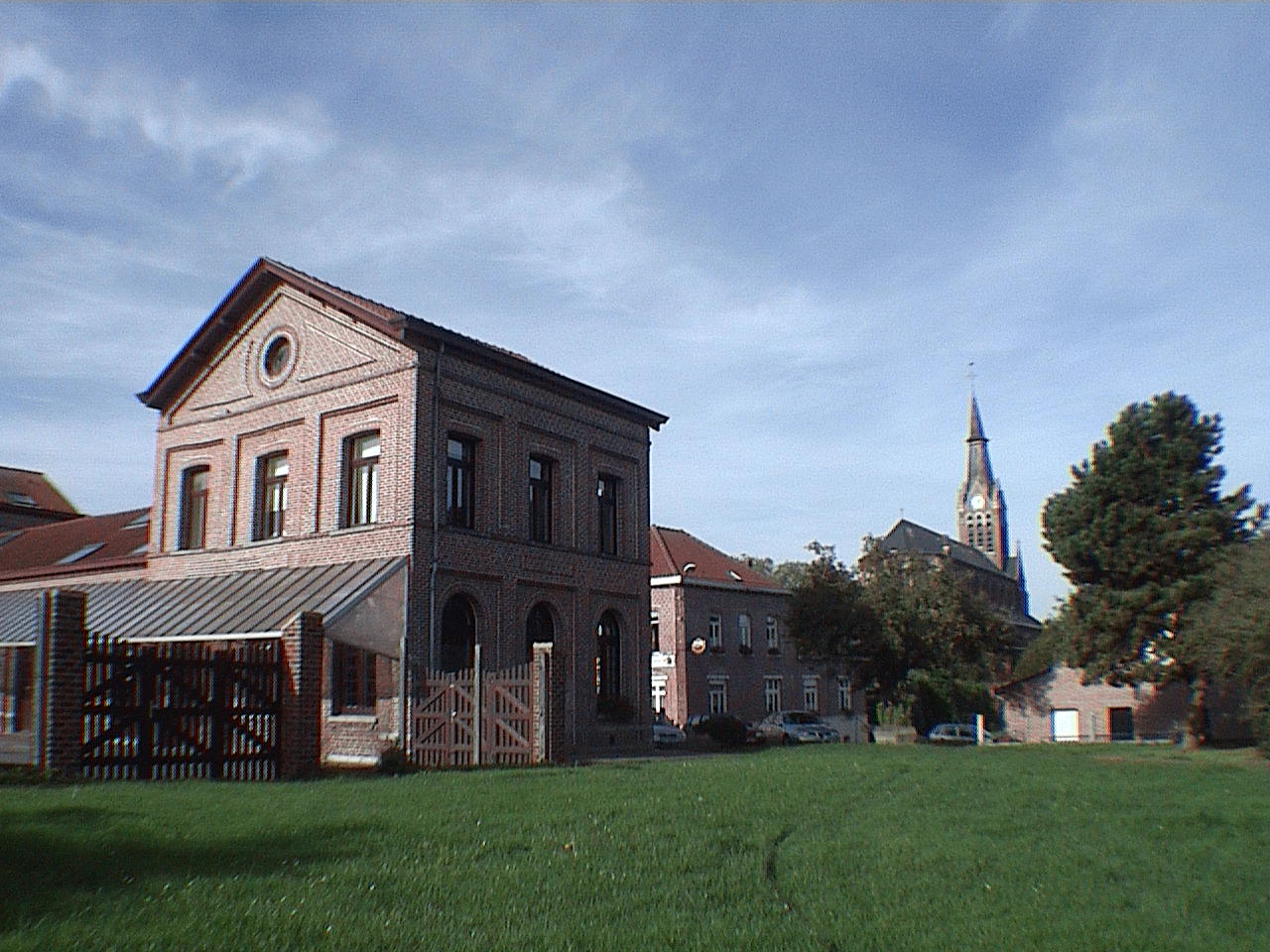
Ehemaliger Bahnhof Godewaersvelde, heute Schulgebäude

Die Autoroute A 25 von Lille nach Dünkirchen durchquert das südwestliche Gemeindegebiet von Südost nach Nordwest auf einer Länge von etwa zwei Kilometern ohne Anschlussstelle. Die Departementsstraße D 948, die ehemalige Route nationale 348, von Cassel nach Poperinge in Belgien führt durch das nördliche Gemeindegebiet. Die nachgeordneten Departementsstraßen D 18, D 69, D 139 und lokale Landstraßen verbinden das Zentrum mit den Weilern der Gemeinde und mit Nachbargemeinden. Busse von zwei Linien der Transportgesellschaft Arc-en-Ciel des Départements Nord fahren nach Boeschepe und Hazebrouck über Steenvoorde und nach Armentières über Bailleul.

## Belege
1. ↑  Biodiversité dans les territoires - Godewaersvelde. Inventaire national du patrimoine naturel (INPN), abgerufen am 4. Mai 2024 (französisch).
2. ↑  Répartition des superficies en 15 postes d’occupation des sols (métropole). CORINE Land Cover, 2018, abgerufen am 4. Mai 2024 (französisch).
3. ↑  Godewaersvelde auf cassini.ehess.fr
4. ↑  Godewaersvelde auf insee.fr
5. ↑  Grenzmuseum Godewaersvelde. Archiviert vom Original (nicht mehr online verfügbar) am 3. Dezember 2011; abgerufen am 19. Februar 2011 (französisch).
6. ↑  Landwirtschaftsbetriebe auf annuaire-mairie.fr (französisch)
7. ↑  Plan du périmètre Flandres - Arc en Ciel. Arc-en-Ciel, abgerufen am 4. Mai 2024 (französisch).